# Sarcophaga uncus
Sarcophaga uncus är en tvåvingeart som beskrevs av Thomas Pape och Hiromu Kurahashi 2004. Sarcophaga uncus ingår i släktet Sarcophaga och familjen köttflugor. Inga underarter finns listade i Catalogue of Life.